# Кийт Пакард
Кийт Пакард (роден на 16 април 1963) е американски софтуерен разработчик, известен с приноса си за разработката на X Window System.
Пакард участва активно в разработката на X от 80-те години на 20 век и е отговорен за много разширения и иновации в областта.

## Кариера
Пакард завършва математика в Орегон през 1986. Разработва X терминали и Unix работни станции от 1983 до 1988. Впоследствие се премества в Масачузетс и работи в X консорциума на MIT от 1988 до 1992. Там е отговорен за разработката на X Window System и стандартите, свързани с проекта.
През 1992 се премества в Орегон за да работи върху X терминали и компютърна графика. От 1999 работи от дома си за XFree86 имплементацията в Suse.
През 2003 е отстранен от XFree86. Това води до създаването на успешния проект X.org, който е официален еталон на X Window System, и чийто координатор e Пакард.
От 2004 Пакард е разработчик на Debian, а от 2006 работи за Intel.

## Софтуер, върху който Пакард е работил
- cairo
- X Window System и неговите разширения: XRender, XFixes, XDamage, XComposite, XRandR
- KDrive
- fontconfig, Xft
- Nickle (програмен език)
- XDM